# Ледли, Роберт
Роберт Ледли (англ. Robert Ledley, 28 июня 1926 — 24 июля 2012) — американский учёный, профессор физиологии и биофизики, а также профессор радиологии медицинской школы Джорджтаунского университета, пионер в использовании электронных вычислительных устройств в биологии и медицине. В 1959 году написал две статьи, оказавшие большое влияние: «Reasoning Foundations of Medical Diagnosis» («Рассуждение об основах медицинской диагностики», совместно с Lee B. Lusted) и «Digital Electronic Computers in Biomedical Science» («Электронные вычислительные устройства в биомедицине»), в которых призывал биомедицинских исследователей и врачей принять компьютерные технологии.
В 1960 году он основал National Biomedical Research Foundation (Национальный фонд биомедицинских исследований, NBRF) — некоммерческую исследовательскую организацию, целью которой было продвижение использования компьютеров и электронного оборудования в биомедицинских исследованиях. В NBRF Роберт Ледли работал над несколькими проектами: в начале 60-х над FIDAC (Film Input to Digital Automatic Computer) — автоматизация анализа хромосом. , в середине 70-х над ACTA (Automatic Computerized Transverse Axia) — компьютеризованная томографическая установка для всего тела, был управляющим в проекте Atlas of Protein Sequence and Structure (Атлас белковых последовательностей и структур) созданным в 1965 году Маргарет Дэйхофф; и был основателем Protein Information Resource в 1984. Он покинул посты президента и директора по исследованиям NBRF в 2010 году.
За свои заслуги Роберт Ледли был введен в Национальный зал славы изобретателей (1990) и награждён Национальной медалью технологий в 1997 году.
Умер в 2012 году от болезни Альцгеймера.